# Berrueces de Campos
Berrueces de Campos település Spanyolországban, Valladolid tartományban. Berrueces de Campos Medina de Rioseco, Palazuelo de Vedija és Moral de la Reina községekkel határos. Lakosainak száma 93 fő (2024).

## Népesség
A település népessége az utóbbi években az alábbiak szerint változott:
| Lakosok száma | 105  | 105  | 109  | 117  | 111  | 110  | 93   | 109  | 101  | 93   |
|               | 2001 | 2004 | 2007 | 2009 | 2012 | 2014 | 2017 | 2019 | 2022 | 2024 |